# IC 4704
IC 4704 ist eine Elliptische Galaxie vom Hubble-Typ E/S0 im Sternbild Pfau am Südsternhimmel. Sie ist schätzungsweise 157 Millionen Lichtjahre von der Milchstraße entfernt und hat einen Durchmesser von etwa 75.000 Lichtjahren.
Gemeinsam mit IC 4682, IC 4705, IC 4712 und PGC 61930 bildet sie die IC 4682-Gruppe.
Das Objekt wurde am 20. August 1900 von DeLisle Stewart entdeckt.